# USS Triton (SSRN-586)

USS Triton (SSRN / SSN-586), un submarino nuclear de radar de la Armada de Estados Unidos, fue la primera embarcación en ejecutar una circunnavegación sumergida de la Tierra (Operación Sandblast), haciéndolo a principios de 1960. Triton logró este objetivo durante su travesía de prueba mientras estaba bajo el mando del Capitán Edward L. "Ned" Beach, Jr. Este submarino también tenía la distinción de ser el único submarino occidental impulsado por dos reactores nucleares.
Tritón fue el segundo submarino y el quinto barco de la Armada de los Estados Unidos en ser nombrado por el dios griego Tritón. En el momento de su puesta en servicio en 1959, Triton era el submarino más grande, más potente y más caro jamás construido, con 109 millones de dólares excluyendo el costo del combustible nuclear y los reactores (915 millones de dólares en términos actuales).
Después de operar por solo dos años en su papel diseñado, la misión de Tritón como submarino de radar se volvió obsoleta con la introducción de la aeronave de alerta temprana Grumman WF-2 Tracer. Convertida en un submarino de ataque en 1962, se convirtió en el buque insignia del Comandante de las Fuerzas submarinas de la Flota Atlántica de Estados Unidos ( COMSUBLANT ) en 1964. Fue descomisionado en 1969, siendo el primer submarino nuclear de los Estados Unidos que se puso fuera de servicio.
El casco de Tritón estaba amarrado en el anexo St. Julien's Creek del Astillero Naval de Norfolk en Portsmouth, Virginia, como parte de la flota de reserva hasta 1993, aunque fue eliminada del Registro Naval de Embarcaciones en 1986. En 1993, fue remolcada al Astillero Naval de Puget Sound para esperar el Programa de Reciclaje de Barcos y Submarinos con Energía Nuclear. Triton aterrizó en los bloques de quilla en la cuenca del dique seco el 1° de octubre de 2007 para comenzar este proceso de reciclaje que se completó el 30 de noviembre de 2009. La parte superior del USS Triton se salvó del proceso de reciclaje y ahora es parte del USS Triton Submarine Memorial Park ubicado en Puerto de Benton Blvd en Richland, Washington.